# Dicranomyia (Erostrata) melas
Dicranomyia (Erostrata) melas is een tweevleugelige uit de familie steltmuggen (Limoniidae). De soort komt voor in het Oriëntaals gebied.